# Concetto Lo Presti
Concetto Lo Presti (Catania, 8 dicembre 1903 – Catania, 26 novembre 1973) è stato un politico e antifascista italiano.